# Села-на-Красу
Села-на-Красу (словен. Sela na Krasu) — поселення в общині Мірен-Костанєвіца, Регіон Горишка, Словенія, близько кордону з Італією. Висота над рівнем моря: 230,9 м.